# Atoss
Die ATOSS Software SE ist ein börsennotierter Anbieter von Technologie- und Beratungslösungen für Personaleinsatz. 
Die angebotene Digital Workforce Management Software integriert die Funktionen Zeitwirtschaft, Personaleinsatzplanung, Personalbedarfsplanung und mobile Zeiterfassung und wird laut eigenen Angaben in 50 Ländern bei rund 18.300 Kunden eingesetzt.

## Unternehmen
1987 gründete Andreas Obereder die Atoss Software GmbH in München. 1999 wurde die Gesellschaft in eine Aktiengesellschaft umgewandelt. Im Jahr 2000 folgte der Börsengang der Gesellschaft mit anschließender Aufnahme in den Prime Standard der Deutschen Börse im Jahr 2003. Seit dem 1. Juli 2021 ist die Atoss Mitglied des SDAX. Zusätzlich wurde Atoss mit Handelsstart am 10. Mai 2023 als eines unter fünf deutschen Software-Unternehmen in den TecDAX der Deutschen Börse AG aufgenommen.
Jährlich fließen laut Unternehmensangaben rund 16 Prozent des Konzernumsatzes in die Weiterentwicklung der Atoss Produkte und Lösungen. Seit 2015 sind alle ATOSS Produktsuiten in der Cloud verfügbar.
Im Jahr 2023 erwarb General Atlantic rund 19,99 % der Aktien und wurde dadurch zweitgrößter Anteilseigner hinter der AOB Invest GmbH von Andreas Obereder.
Das Unternehmen hat seinen Sitz in München und verfügt über Betriebsstätten in Berlin, Frankfurt, Hamburg, Meerbusch, Osnabrück, Stuttgart, Brüssel (Belgien), Paris (Frankreich), Stockholm (Schweden) und Utrecht (Niederlande). Zudem gibt es Tochterunternehmen in Cham, Wien (Österreich), Zürich (Schweiz) und Timișoara (Rumänien). Im Jahr 2023 beschäftigte der Konzern europaweit über 770 Mitarbeiter.